# Basananthe reticulata
Basananthe reticulata je biljka iz porodice Passifloraceae, roda Basananthe. Sinonim za ovu biljku je Tryphostemma reticulatum  Baker f., 1921.
Raste u Angoli.